# Vou
Vou ist eine Gemeinde im französischen Département Indre-et-Loire in der Region Centre-Val de Loire. Sie gehört zum Kanton Descartes und zum Arrondissement Loches. 

## Lage
Vou liegt am Oberlauf des Flüsschens Ligoire. Die Gemeinde grenzt im Norden an Manthelan, im Osten an Mouzay, im Süden an Ciran, im Südwesten an Ligueil und im Westen an La Chapelle-Blanche-Saint-Martin.

## Bevölkerungsentwicklung
| Jahr      | 1962 | 1968 | 1975 | 1982 | 1990 | 1999 | 2008 | 2015 |
| --------- | ---- | ---- | ---- | ---- | ---- | ---- | ---- | ---- |
| Einwohner | 387  | 342  | 257  | 205  | 190  | 234  | 206  | 203  |

## Sehenswürdigkeiten
- Kirche Saint-Pierre-ès-Lions, Monument historique

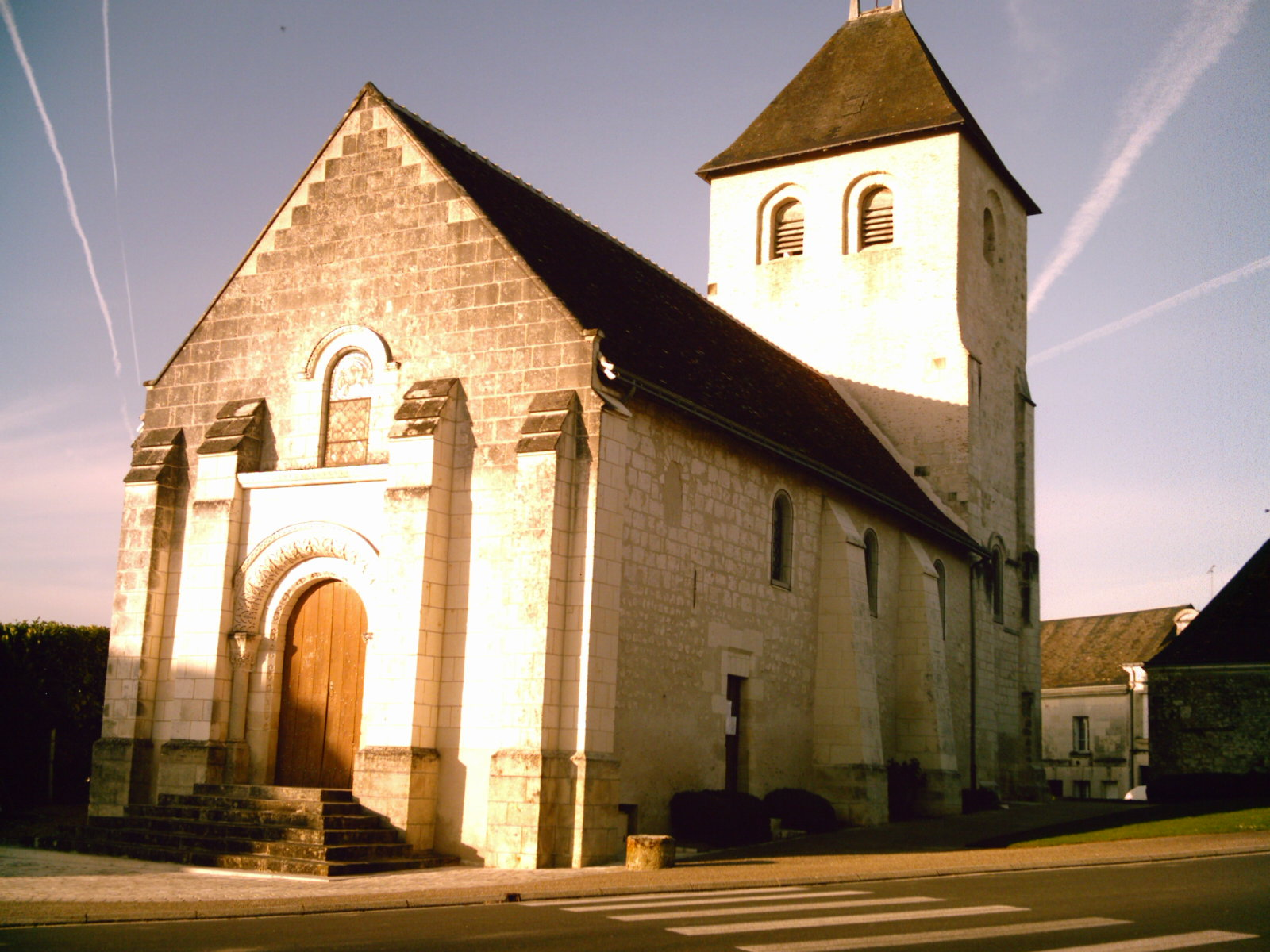
Kirche Saint-Pierre-ès-Lions